# Vahyt Orazsähedov
Vahyt Orazsähedov (turkmeniska: Wahyt Orazsähedow; ryska: Вахы́т Сахетмыра́тович Оразсахе́дов, Vachyt Sachetmyratovitj Orazsachedov), född 26 januari 1992 i Babarap, Turkmenistan, är en turkmensk fotbollsspelare 
Orazsähedov spelar för Dordoj Bisjkek.

## Karriär
Orazsähedov kom till Rubin Kazan år 2008 efter att ha spelat i sin moderklubb Talyp Sporty Aşgabat från huvudstaden Asjchabad. Han debuterade för Rubin den 15 juli 2009 i en match i den ryska cupen mot Volga Tver.